# Vigdís Ásgeirsdóttir
Vigdís Ásgeirsdóttir (* 14. August 1977) ist eine isländische Badmintonspielerin.

## Karriere
Vigdís Ásgeirsdóttir gewann in Island mehrere Juniorenmeisterschaften, bevor sie 1995 erstmals sowohl bei den nationalen Titelkämpfen der Erwachsenen als auch bei den Iceland International erfolgreich war. Zwölf weitere Siege bei beiden Meisterschaften folgten bis 2002. 1995, 1999 und 2001 nahm sie an den Weltmeisterschaften teil.

## Sportliche Erfolge
| Saison | Veranstaltung                              | Disziplin   | Platz | Name                                         |
| ------ | ------------------------------------------ | ----------- | ----- | -------------------------------------------- |
| 1994   | Island: Einzelmeisterschaften der Junioren | Mixed       | 1     | Njörður Ludvigsson / Vigdís Ásgeirsdóttir    |
| 1994   | Island: Einzelmeisterschaften der Junioren | Dameneinzel | 1     | Vigdís Ásgeirsdóttir                         |
| 1995   | Island: Einzelmeisterschaften der Junioren | Mixed       | 1     | Harald Gudmundsson / Vigdís Ásgeirsdóttir    |
| 1995   | Island: Einzelmeisterschaften der Junioren | Dameneinzel | 1     | Vigdís Ásgeirsdóttir                         |
| 1995   | Island: Einzelmeisterschaften              | Damendoppel | 1     | Elsa Nielsen / Vigdís Ásgeirsdóttir          |
| 1995   | Iceland International                      | Damendoppel | 1     | Elsa Nielsen / Vigdís Ásgeirsdóttir          |
| 1996   | Island: Einzelmeisterschaften              | Damendoppel | 1     | Elsa Nielsen / Vigdís Ásgeirsdóttir          |
| 1996   | Island: Einzelmeisterschaften              | Dameneinzel | 1     | Vigdís Ásgeirsdóttir                         |
| 1996   | Iceland International                      | Mixed       | 1     | Árni Þór Hallgrímsson / Vigdís Ásgeirsdóttir |
| 1996   | Iceland International                      | Damendoppel | 1     | Elsa Nielsen / Vigdís Ásgeirsdóttir          |
| 1997   | Island: Einzelmeisterschaften              | Mixed       | 1     | Árni Þór Hallgrímsson / Vigdís Ásgeirsdóttir |
| 1997   | Island: Einzelmeisterschaften              | Dameneinzel | 1     | Vigdís Ásgeirsdóttir                         |
| 1997   | Island: Einzelmeisterschaften              | Damendoppel | 1     | Elsa Nielsen / Vigdís Ásgeirsdóttir          |
| 1998   | Island: Einzelmeisterschaften              | Damendoppel | 1     | Elsa Nielsen / Vigdís Ásgeirsdóttir          |
| 1999   | Iceland International                      | Damendoppel | 1     | Vigdís Ásgeirsdóttir / Drífa Harðardóttir    |
| 2001   | Iceland International                      | Damendoppel | 1     | Vigdís Ásgeirsdóttir / Ragna Ingólfsdóttir   |
| 2001   | Weltmeisterschaft                          | Damendoppel | 33    | Vigdís Ásgeirsdóttir / Ragna Ingólfsdóttir   |
| 2001   | Island: Einzelmeisterschaften              | Damendoppel | 1     | Vigdís Ásgeirsdóttir / Ragna Ingólfsdóttir   |
| 2002   | Island: Einzelmeisterschaften              | Damendoppel | 1     | Ragna Ingólfsdóttir / Vigdís Ásgeirsdóttir   |